# Kevin Roldán
Ronny Kevin Roldán Velasco (Cali, Colòmbia, 8 de març de 1993), de nom artístic Kevin Roldán o Mr. KR, és un cantant colombià de hip-hop i reggaeton conegut per haver amenitzat la festa d'aniversari d'un jugador de futbol del Reial Madrid.

## Biografia
Va començar a cantar als 13 anys, al costat del seu cosí Andrés Durango, amb qui formà el duo Kevin y Crissin. El 2009 la seva cançó Macatraca aparegué a les llistes d'èxits de les ràdios locals i després va fer una gira per algunes ciutats del seu país. Després d'un parèntesi a la seva carrera, des de mitjan 2014 torna a cantar, i ho fa al costat d'artistes com Nicky Jam i Maluma, amb la productora Kapital Music. Fora de Colòmbia, el país on més èxit té és Espanya. La seva cançó més coneguda és Si no te enamoras.
És conegut perquè el 7 de febrer de 2015 va amenitzar la festa del 30è aniversari de Cristiano Ronaldo, un jugador de futbol del Reial Madrid, i després en va difondre les imatges. Cristiano Ronaldo va néixer un 5 de febrer, però va decidir celebrar el seu aniversari dos dies més tard, després del partit del seu equip al camp de l'Atlètic de Madrid. El partit va acabar amb una golejada local per quatre a zero. Després de la difusió de les fotos, aficionats del club de futbol i part de la plantilla s'enfadaren per la celebració després de la derrota. A la festa hi van participar també els jugadors Marcelo Vieira da Silva Júnior, Sami Khedira, Képler Laveran Lima Ferreira (Pepe), Fábio Alexandre da Silva Coentrão, Luka Modrić i James Rodríguez, els membres del cos tècnic Fernando Ruiz Hierro i Paul Clement i el delegat de l'equip Miguel Porlán Noguera (Chendo).
Durant les celebracions per haver guanyat les tres competicions més importants de la temporada 2014-2015 el jugador del Barcelona Gerard Piqué afirmà que "gràcies a Kevin Roldán tot va començar", referint-se als èxits que el Barcelona havia assolit i al mal any del Reial Madrid. Aquest fet donà un nou impuls a la popularitat del cantant.